# Trine Jensen
Trine Jensen (16 de outubro de 1980) é uma handebolista profissional dinamarquesa, campeã olímpica.
Trine Jensen fez parte do elenco medalha de ouro, de Atenas 2004.